# Pakwach
Pakwach è una città situata nel distretto di Nebbi, nell'Uganda del nord-ovest, nella sottoregione del Nilo dell'Ovest. Nel 2008 contava 20.600 abitanti. Dista circa 110 km dalla città più grande della sottoregione che è Arua.

## Commercio
La città è la stazione più meridionale della ferrovia che segue il letto del fiume Nilo e che in queste zone si chiama Nilo Bianco. La stazione più vicina a Pakwach, lungo il Nilo  è quella di Juba nel Sudan del Sud, solo che non è ancora connessa con il resto della rete ferroviaria Sudanese, a cui si dovrebbe collegare tramite la stazione della città di Waw. Nel 2006, con l'aiuto della Repubblica Popolare Cinese, una nuova linea ferroviaria, dovrebbe essere costruita per collegare la rete ferroviaria Ugandese con quella Sudanese, collegando le stazioni ferroviarie di Pakwach e Juba situata più a valle sul fiume Nilo, con treni dotati di vagoni letto, e uno scambio di scartamento ferroviario.
Nella città sono presenti dei mercati (tra cui il Pakwach Central Market), un municipio, una succursale della Stanbic Bank, è vicina al parco naturale del Parco nazionale delle Cascate Murchison ed è attraversata dal Nilo Bianco il quale defluisce dal Lago Alberto e continua verso il confine con il Sudan del Sud vicino a Nimule.